# امیل ژرژه
امیل ژرژه (فرانسوی: Émile Georget‎; ۲۱ سپتامبر ۱۸۸۱ – ۱۶ اکتبر ۱۹۶۰) دوچرخه‌سوار اهل فرانسه بود.